# أربعاء أيت أحمد
أربعاء أيت أحمد هي جماعة قروية في إقليم تيزنيت، بجهة سوس ماسة، في المغرب. وهي تضم.. نسمة، حسب الإحصاء العام للسكان والسكنى لسنة 2014.

## دواوير الجماعة
- دوار تيلوكاس
- دوار أيت سليمان
- دوار تدربت
- دوار تاسيلا
- دوار أكني
- دوار امي اكني
- دوار أكني مشغاو
- دوار تنكطوف
- دوار تيفادين
- دوار أكرض نتمزكيد
- دواوير أيت ويديرن
- دوار أنمس
- دوار أكرض أوضاض
- دواوير تمزكو (أنامر - أسلكن - اضبيبن - تيزي - تاضرضورت - أزرو نتمزكو - ....)
- دوار فوالوس
- دوار أكرض ندريس
- دوار تيزي نتغلا
- دوار اغير
- دوار أكادير اضوضان
- دوار تسكلت
- دوار أورير
- دوار تاوريرت
- دوار ساكو
- دوار أكرض أومكدول
- دوار أيت موسى أوحمو
- دوار تاكضيشت
- دوار انجارن
- دوار تكودي
- دوار أزرو نعيسي
- دوار أيت الحول
- دوار تيوزضارت
- دوار تاغرات
- دوار أكادير انموليل
- دوار ازيلال
- دوار مزلاط
- دوار تغزوت
- دوار أيت يحيى
- دوار اكرض وار
- دوار اكرض أوسول
- دوار أنفيك
- دوار تيروما
- أيت منصور
- إلازن
- تكنيت
- أكرض نتكا وين
- توريرت وسا
- توريرت وفلا
- اسدرم
- ازورز ، تمكيدرت

## التعليم
قائمة المؤسسات التعليمية في أربعاء أيت أحمد:
- مجموعة مدارس الزهور (المركزية: أنمس / الوحدات: فوالوس - تمزكو - انجارن - أكرض ندريس - أكرض اومكدول)
- م/م علال بن عبد الله (المركزية: تيلوكاس/ الوحدات: تاسيلا - أيت هموش - أيت موسى أوحمو)

- م/م أحمد بن بوجمعة: (المركزية: تنكطوف / الوحدات: ساكو _ أكني مشغاو _ أكرض أوضاض _ أكرض نتمزكيد)
- م/م أحمد باحنيني: (المركزية: تغزوت / الوحدات: أبت يحيى - أزيلال..)

م/م المتنبي: (المركزية: ..... / الوحدات: ....)

## الصحة
المركز الصحي القروي المستوى الثاني أربعاء ايت احمد